# Zaragozachthonius siculus
Espèce
Zaragozachthonius siculus est une espèce de pseudoscorpions de la famille des Chthoniidae.

## Distribution
Cette espèce est endémique de Sicile en Italie. Elle se rencontre vers Melilli.

## Description
Zaragozachthonius siculus mesure de 0,80 à 1,0 mm.

## Étymologie
Son nom d'espèce lui a été donné en référence au lieu de sa découverte, la Sicile.

## Publication originale
- Gardini, 2020 : « Zaragozachthonius (Pseudoscorpiones, Chthoniidae), a new genus with species in Italy and the Balkan peninsula. » Zootaxa, no 4894(4), p. 535-548.